# Xinxin Ren Gudbjörnsson
Xinxin Ren Gudbjörnsson (født 22. december 1978 i Tianjin, Kina) er en kinesiskfødt dansk forfatter, klummeskribent og TV-vært, som skriver om kulturelle og samfundsmæssige emner såvel som mad.

## Biografi
Xinxin tilbragte en betydelig del af sin barndom hos sine bedsteforældre i Sichuan. I 1991 flyttede hun til Danmark.
Allerede som otteårig blev Xinxin introduceret til bogbranchen af sin far, der tog hende med til forretningsmiddage. Hun begyndte også at arbejde på farens forlag, hvor hun håndterede telefonopkald og beskeder. Den unge Xinxin begyndte at læse indkommende manuskripter og arbejdede som korrekturlæser på forlaget som 10-årig.

## Studier
Xinxin har en kandidatgrad i kommunikation fra Copenhagen Business school, og en master i Teologi fra Københavns Universitet.
Hun har været gæsteforsker ved Søren Kierkegaard Forskningscenter, hvor hun fokuserede på Kierkegaards etik. Hendes debutroman "Den Knap Så Unge Mand", er en gendigtning af Kierkegaards Gjentagelsen.

## TV
Xinxin har været vært for flere tv-programmer om uddannelse og lektiehjælp, hvor hun hentede inspiration fra Kina for at hjælpe forældre med at støtte deres børn med lektierne og motivere dem til at præstere godt i skolen.
- Sådan opdrager du en vinder – 23. marts 2013 (Danmarks Radio)[9]

- Tigermor og Lektiekuren – 24. april 2013 (Danmarks Radio)[10]

- Xinxin og de fortabte indvandrere - 27. august 2014 (Danmarks Radio)[5]

## Klumme
Xinxin var en klummeskribent for Berlingske Tidende i 2014, og siden 2019 har hun været klummeskribent for kultursektionen i Politiken. Fra starten af 2024 begyndte Xinxin også at skrive klummer til den engelsksprogede avis i Danmark kaldet The Copenhagen Post.

## Mad
Xinxin har skrevet bogen "Smagen af Kina," der indeholder 45 madopskrifter fra hendes familie i Kina.